# OpenGEU
OpenGEU (dawniej Geubuntu) - system operacyjny z rodziny GNU/Linux oparty na Ubuntu. Jest jedną z pierwszych ważniejszych dystrybucji, w których umieszczono dojrzałą, łatwą w obsłudze implementację środowiska graficznego Enlightenment (obecnie w rozwojowej wersji DR 17) uzupełnionego składnikami środowiska GNOME (do wyboru też inne).